# Africanus Horton (cráter mercuriano)

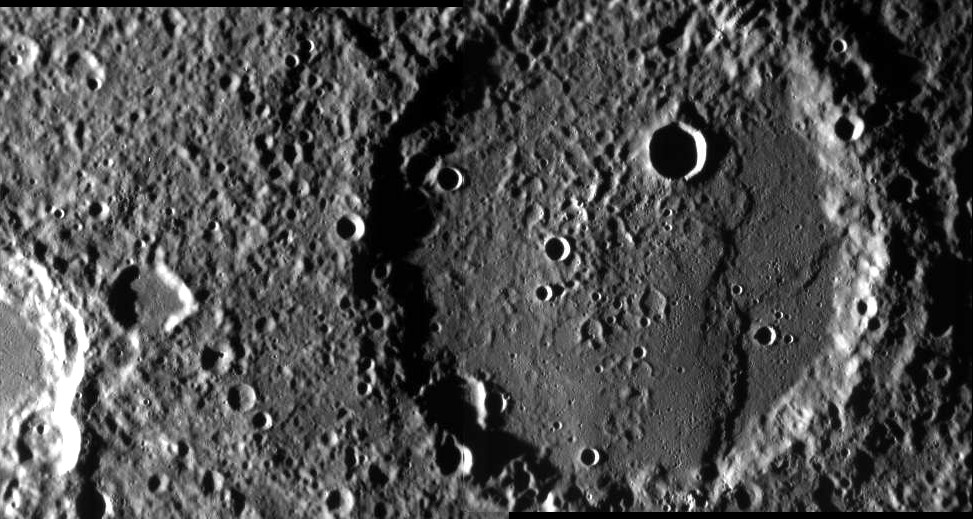
Africanus Horton, cráter de impacto en el planeta Mercurio de 140 km de diámetro.

Africanus Horton es un cráter de impacto en el planeta Mercurio de 140 km de diámetro. Lleva el nombre del escritor de Sierra Leona Africanus Horton (1835-1883), y su nombre fue aprobado por la Unión Astronómica Internacional en 1976.